# Escut d'Haití
L'escut d'Haití va aparèixer per primer cop el 1807, si bé en la seva forma actual fou aprovat oficialment el 25 de febrer de 1986. L'escut apareix al centre de la bandera haitiana.
Es tracta d'un emblema el motiu central del qual és una palmera d'or fullada de sinople, somada d'un barret frigi d'atzur i gules (els colors de la bandera estatal, símbol de llibertat. La bandera ressalta davant un trofeu format per banderes, armes i altres elements que descansen en una terrassa de sinople: darrere la bandera, tres baionetes i tres banderes estatals a banda i banda, i als peus un tambor, dues destrals, dues cornetes, dos canons amb les seves bales i els estris per encendre'ls, dues àncores i dos pals de vaixell embanderolats de gules que s'entreveuen al fons. La terrassa conté, a la part inferior, una cinta d'argent amb el lema nacional en francès: L'UNION FAIT LA FORCE ('La unió fa la força'). Tradicionalment, a la terrassa de sinople, entre el tambor i la cinta amb el lema nacional, hi ha aparegut també una cadena trencada en dos trossos, símbol de l'acabament de l'esclavatge.

## Història

Escut haitià de 1964 a 1986

El primer escut haitià, de 1807, ja era molt semblant a l'actual, amb la palmera coronada pel barret frigi i el trofeu de banderes, dos canons, un tambor i una àncora, amb el lema nacional a la part inferior. Es va triar per commemorar la batalla per la independència de la república. Va estar vigent fins al 1849, quan el president Faustin Soulouque es va autoproclamar emperador i es van adoptar unes noves armories, amb la palmera i els canons ressaltats per una àguila imperial, amb dos lleons com a suports i tot plegat timbrat amb la corona imperial. L'emperador fou obligat a deixar el país el 1859, quan es va adoptar de nou l'antic escut. El 1964 el dictador François Duvalier va adoptar un nou escut molt semblant a l'actual, però amb la bandera negra i vermella en comptes de la tradicional blava i vermella; quan el seu fill Jean-Claude fou deposat el 1986, es van adoptar altre cop els colors tradicionals, si bé el disseny de l'escut va continuar essent el mateix del període dictatorial.